# Scaptomyza nigrosignata
Scaptomyza nigrosignata är en tvåvingeart som beskrevs av Hardy 1965. Scaptomyza nigrosignata ingår i släktet Scaptomyza och familjen daggflugor. Inga underarter finns listade i Catalogue of Life.